# Contea di Kiowa (Colorado)
La contea di Kiowa, in inglese Kiowa County, è una contea dello Stato del Colorado, negli Stati Uniti. La popolazione al censimento del 2020 era di 1446 abitanti. Il capoluogo di contea è Eads.

## Geografia
La contea si trova nella parte orientale dello Stato, al confine con il Kansas. Il territorio si trova nella regione delle Grandi Pianure.

### Contee confinanti
- Contea di Cheyenne - nord
- Contea di Greeley (Kansas) - est
- Contea di Prowers - sud-est
- Contea di Bent - sud
- Contea di Otero - sud-ovest
- Contea di Crowley - ovest
- Contea di Lincoln - nord-ovest

## Storia
La contea fu istituita nel 1889 e deve il suo nome al popolo indigeno Kiowa. Viene ricordata per il terribile massacro di Sand Creek, in cui un accampamento di nativi fu attaccato dalla milizia statale e fu massacrato indisciminatamente. La contea fu colpita dalla Dust Bowl tra il 1931 e il 1939.

## Towns
- Eads (capoluogo)
- Haswell
- Sheridan Lake